# Dornbirner Ach
Die Dornbirner Ach (auch Dornbirnerach oder Dornbirner Ache) ist neben der nördlicher verlaufenden Bregenzer Ach einer der wichtigsten Abflüsse für die kleineren Bäche des westlichen Bregenzerwaldgebirges und des unteren Rheintals im österreichischen Bundesland Vorarlberg. Bis zur Rheinregulierung mündete die Dornbirner Ach bei Fußach in den Bodensee. Heute fließt der rund 30 Kilometer lange Fluss bei Hard östlich vom und einige Kilometer parallel zum Rhein in den Bodensee und durchquert zuvor das Gemeindegebiet der Stadt Dornbirn.

## Etymologie
Zunächst stellt sich die Frage, welcher Name für die etymologische Betrachtung herangezogen wird. Das österreichische Bundesamt für Eich- und Vermessungswesen definiert den Namen des Flusses als Dornbirner Ach, womit diese Bezeichnung offiziell ist und für die etymologische Untersuchung herangezogen wird. Daneben legte die Vorarlberger Landesregierung in den Jahren 1960/61 zahlreiche Flurnamen in Vorarlberg fest und bestimmte den Namen des Flusses als Dornbirnerach. Diese Bezeichnung ist zwar heute noch gebräuchlich, gilt aber nicht mehr als offizielle Schreibweise.
Um den Namen Dornbirner Ach etymologisch zu betrachten, wird er in die beiden Wörter Dornbirn und Ache aufgeteilt. Dornbirn bezeichnet die Gemeinde, durch deren Gemeindegebiet der Fluss größtenteils fließt. Der Name der Stadt taucht erstmals am 15. Oktober 895 als Torrinpuirron in einer in Latein verfassten Urkunde des Klosters St. Gallen auf. Dieses Wort bedeutet Die Höfe des Torro, wobei Torro ein ansässiger Bauer auf dem Gebiet des heutigen Dornbirn war (Siehe dazu Geschichte Dornbirns). Das zweite Wort – Ache – bedeutet im Bairischen „schnellfließender Fluss oder Bach mit großem Gefälle“ und ist urverwandt mit dem lateinischen Wort Aqua.
Der frühere Name der Dornbirner Ach, Fuss Ach, ist vermutlich daher teilweise germanischen Ursprungs, erstmals wird er im Zusammenhang mit der nach dem Fluss benannten Gemeinde Fußach im Steuerverzeichnis des Klosters Pfäfers im Jahr 840 als Fossonas genannt. Dieser Name entwickelte sich über die Schreibweisen Fozzaha und Fuozza im 11. Jahrhundert zu Fussach.

## Geographie

### Flusslauf
Der Fluss entspringt im so genannten Valorsertal (rätoromanisch für Bärental), an der Nordwestflanke des Hohen Freschens, nahe der kleinen Bergortschaft Ebnit, wo er noch den Namen Ebniterach trägt. Das Quellgebiet der Ebniterach befindet sich fast ganz im Süden des Dornbirner Gemeindegebiets, nahe der Grenze zur Gemeinde Zwischenwasser (mehr als 10 km² des südöstlichen Dornbirner Berggebiets, nämlich jener Bereich des Dornbirner Firsts, der auf der Seite des Mellentals liegt, wird zum Flusssystem der Bregenzer Ach hin entwässert). Der erste Flussabschnitt ist das Ebniter Tal, geprägt von tiefen Schluchten und bedeutsamen Einschnitten in die Berglandschaft Dornbirns.

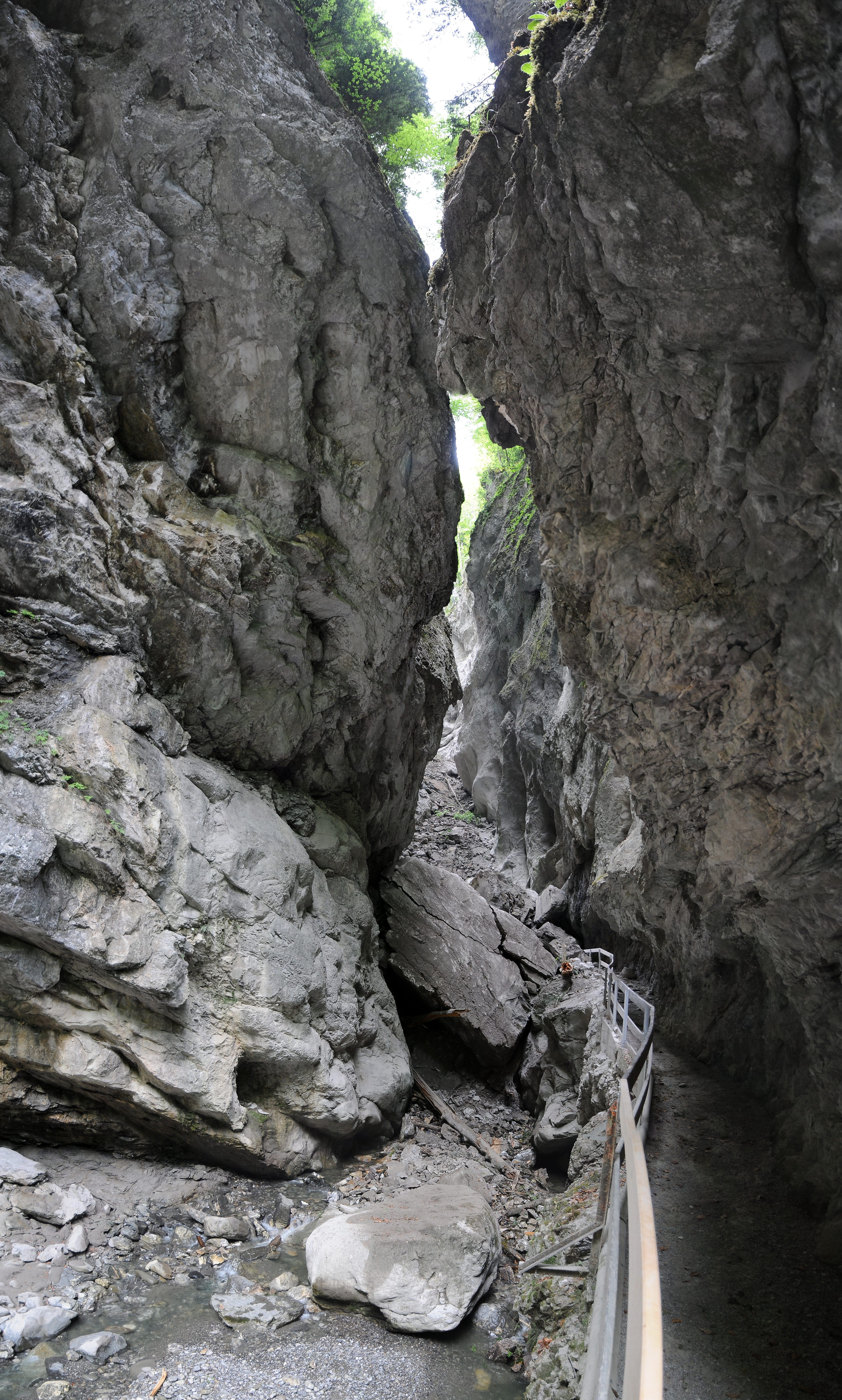
Die Rappenlochschlucht nach dem Felssturz 2011

Mehrere Zuflüsse, wie etwa die Gunzenach/Kobelach, schließen sich der Ach im oberen Flusslauf an. Nach der Schaufelschlucht, ab welcher der Fluss offiziell als Dornbirner Ach bezeichnet wird, fließt diese durch die Alplochschlucht und wird zum Staufensee-Stausee aufgestaut. Dieser ist nach dem Berg Staufen benannt, der sich darüber erhebt.
Anschließend durchquert sie die – im Laufe von Jahrtausenden eingeschnittene und als Ausflugsziel ausgebaute – Rappenlochschlucht, ehe sie nach ungefähr 14,5 Kilometern im Gütle an den Fabrikanlagen einer ehemaligen Textilfabrik vorbeifließt. Das Einzugsgebiet der Dornbirner Ach bis zum Talaustritt im Gütle wird Ebniter Tal genannt. Mit einer Größe von 51,1 Quadratkilometern gehört zu den niederschlagsreichsten Gebieten Vorarlbergs.
Schließlich erreicht sie als Grenzfluss zwischen den beiden Dornbirner Stadtteilen Hatlerdorf und Oberdorf beziehungsweise später Markt bewohntes Gebiet. An verschiedenen Bauwerken wie etwa dem Krankenhaus, dem Realgymnasium oder dem Stadion Birkenwiese vorbei führt sie schließlich wieder als Grenzfluss zwischen den Bezirken Schoren und Rohrbach in die als Naherholungsgebiet bekannten Achauen. Inmitten dieser Laubbewaldung links- und rechtsseitig der Ach findet sich eine ganz besondere Übergangsmöglichkeit über den Fluss, eine beschrankte Furt. In zahlreichen Mäandern schlängelt sich der Fluss unterhalb dieser durch das Dornbirner beziehungsweise Lauteracher Ried, wo schon 400 Meter außerhalb der Nordwestecke des Dornbirner Gemeindegebiets der Koblacher Kanal einmündet.
Wo die Ach zuvor noch ein Stück die nördliche Gemeindegrenze von Dornbirn bildet, quert die Senderstraße L41 mit der denkmalgeschützten, überdachten Senderbrücke den Fluss. Brücke wie Straße sind nach dem 1931 errichteten, etwa 400 Meter ostnordöstlich der Brücke stehenden Sender Lauterach benannt.

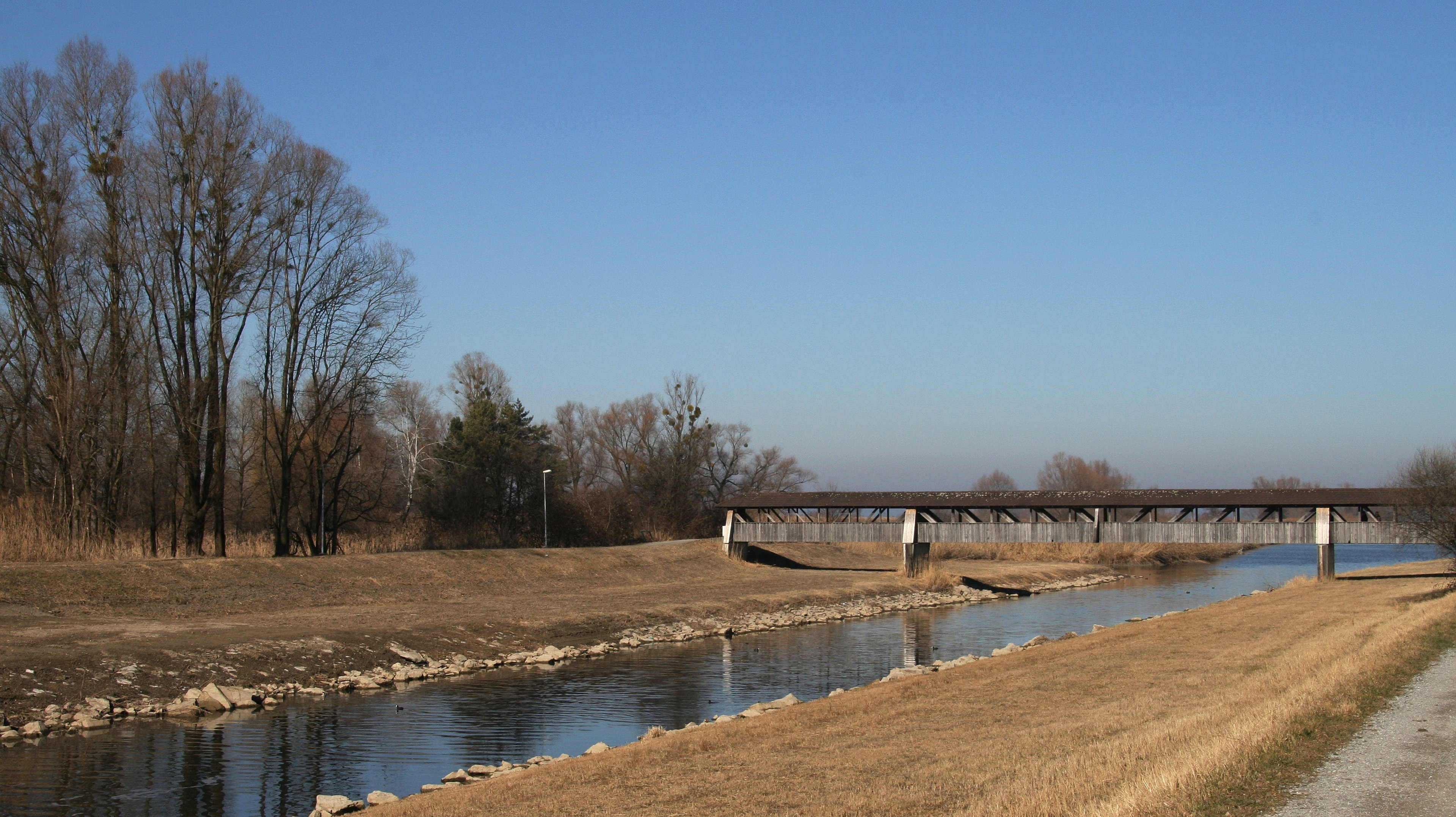
Die Dornbirner Ach in Hard, kurz vor dem Einfluss in den Bodensee

Die Dornbirner Ach erstreckt sich somit innerhalb des Dornbirner Gemeindegebiets von etwa 2,5 km nördlich des südlichsten Punktes bis zu dessen nördlichstem Punkt im Nordwesten des Gemeindegebiets. Das Gebiet im äußersten Südosten des Gemeindegebiets mit der Größe von etwas mehr als 10 km² entwässert Richtung Nordosten zum Flusssystem der Bregenzer Ach. Im letzten Flussabschnitt, welcher seit dem Fußacher Durchstich im Zuge der Internationalen Rheinregulierung von 1904 geradlinig verläuft, bildet sie gemeinsam mit dem Alten Rhein das Europaschutzgebiet Rheindelta. Anschließend fließt die Dornbirner Ach parallel zum Alpenrhein bei Hard in den Bodensee.

### Zuflüsse
Die Dornbirner Ach ist einer der wichtigsten Flüsse des westlichen Bregenzerwaldgebirges. Viele größere und kleinere Gebirgsbäche, überwiegend aus dem Dornbirner Gemeindegebiet (First), speisen den Fluss bereits im ersten Abschnitt. Von den zahlreichen links- und rechtsseitigen Zuflüssen der Dornbirner Ach haben nur die wenigsten einen Namen. Deshalb seien hier auch nur die größten und geläufigsten genannt. Als einer der ersten fließt der Kugelbach linksseitig im Bereich der Unteren Wäldlealpe der – in diesem Flussabschnitt noch als Ebniterache bezeichneten – Dornbirner Ach zu. Der nächste wichtige linksseitige Zufluss ist der Bruderbach, welcher als Ebniter Dorfbach gilt, da er die Grenzen des Dorfes klar festlegt. Erst im Bereich der Alplochschlucht mündet ein weiterer größerer Bach, der Spätenbach ein. In den darauf folgenden Staufensee fließen zahlreiche kurze Bäche, welche kaum länger als ein Kilometer sind. Der wohl bedeutendste Zufluss in diesem ersten Flussabschnitt ist die Kobel Ach. Diese fließt über weite Teile parallel zur Ebniter Ache und heißt zuvor Gunzen Ach. Weiters fließen der Kobel Ach der Laubach-, Rudach- und Tintelsbach zu, bevor sie im Gütle in die Dornbirner Ach mündet.
Über eine Strecke von etwa drei Kilometer fließen der Ach nur noch linksseitig Flüsse zu. Erst bei der Talstation der Karrenseilbahn mündet rechts der Gechelbach. Innerhalb des nun folgenden Gemeindegebiets von Dornbirn fließen keine weiteren Bäche zu. Erst in den Achauen und dem Gebiet des Dornbirner und Lauteracher Rieds fließen wieder kleinere Entwässerungs- und Landgräben zu. Der nächste bedeutsame Zufluss ist der Fußenauer Kanal, welcher aus mehreren Flüssen im Ortsgebiet (zum Beispiel Fischbach, Steinebach, Haselstauderbach oder Karlesgraben) gespeist wird und erst knapp vor der Einmündung der Schwarzach und dem anschließenden, markanten Knick im Flusslauf der Dornbirner Ach mündet.
Der letzte wichtige Fluss, der sich der Ach auf Dornbirner Gemeindegebiet anschließt, ist der Koblacher Kanal, offiziell Vorarlberger Rheintalbinnenkanal genannt. Dieser entwässert große Teile des unteren Rheintals (Beispielsweise fließt dem Kanal der Dornbirn-Lustenau-Landgraben zu) und ist neben dem Rhein wohl einer der bedeutendsten Flüsse, die in Süd-Nord-Richtung im Vorarlberger Rheintal verlaufen. Das Gemeindegebiet Dornbirns endet wenige Meter vor dem Zufluss des Koblacher Kanals, sodass sich dieser auf der Gemeindegrenze zwischen Lustenau und Lauterach auf 399 m ü. A. befindet. Bereits im regulierten Verlauf der Ach fließt der Lustenauer Kanal als letzter Bach etwa 350 Meter vor der Einmündung in den Bodensee zu.

## Geologie
Die Geographie im Umfeld der Dornbirner Ach wird durch drei markante Gebiete geprägt: erstens durch das Bodenseebecken, das zum einen tektonisch entstanden ist, zum anderen durch die erodierenden Rheingletscher der letzten Eiszeiten geprägt wurde, und zweitens durch die Ost- und Westalpen. Entlang des Rheins taucht die helvetische Platte unter die Talsohle, im Bregenzerwald ist der Kalkstein durch Flysch überlagert. Schließlich drittens das Rheintal, wo bedingt durch die zahlreichen Flüsse und Bäche über dem Grundgestein sehr viel Sediment abgelagert wurde. Der Schwemmfächer der Dornbirner Ach beginnt mit dem Talaustritt des Flusses und endet etwa mit dem ersten Auftreten von Mäandern. Im Oberlauf durchfließt die Ach größtenteils mächtige, aber brüchige Diluvialmassen, woraus sich die großen Geschiebemassen im Fluss ergeben. Der Unterlauf durchfließt hingegen ein Substrat von Rhein-Alluvionen und eigenen, angeschwemmten Diluvionen.

## Hydrologie

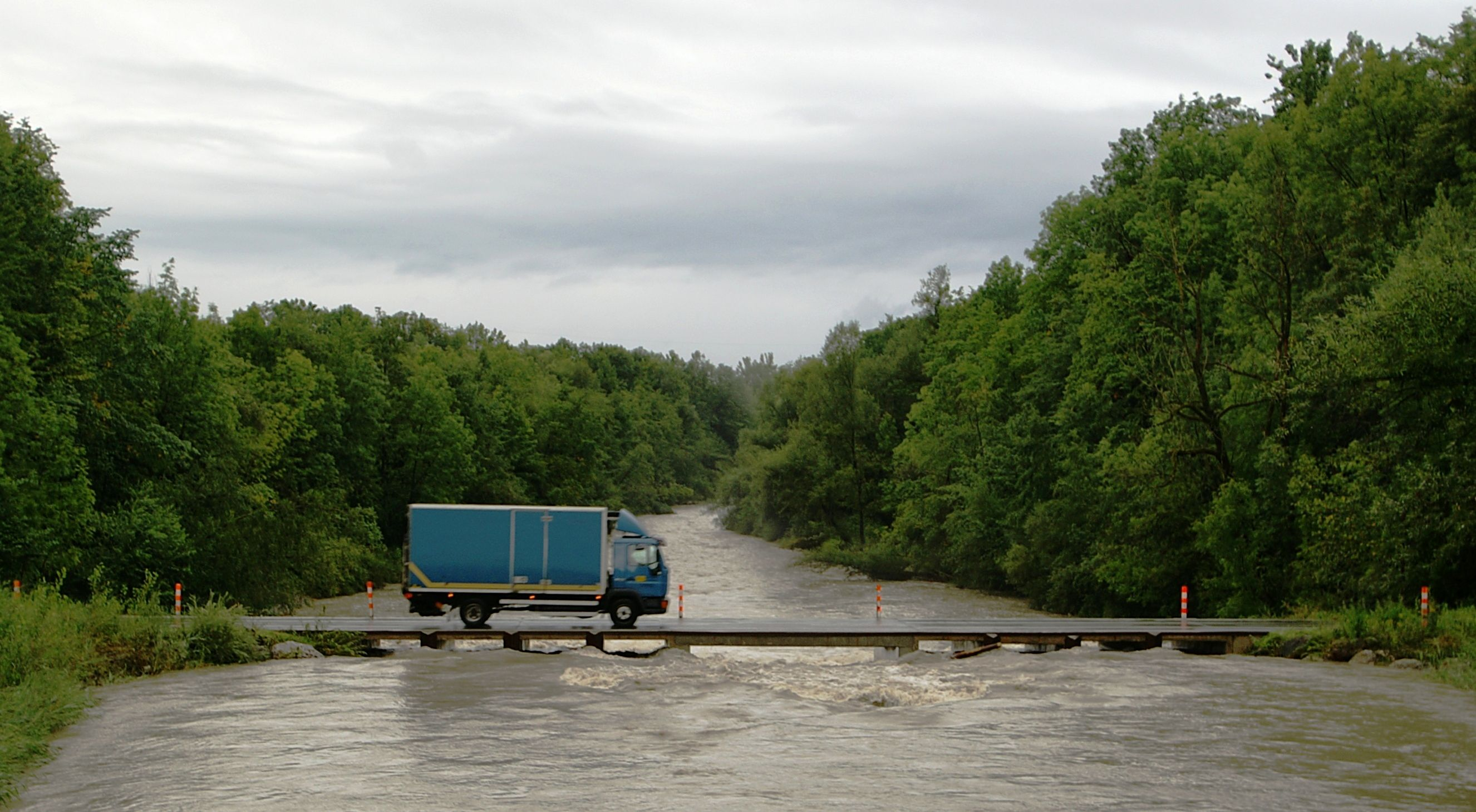
Bei Hochwasser wird die Dornbirner Achfurt regelmäßig überschwemmt und damit unpassierbar

Das 51,1 km² große Einzugsgebiet der Dornbirner Ach bis zum Talaustritt in der Enz zählt zu den niederschlagsreichsten Gebieten in Vorarlberg, welches selbst unter den österreichischen Bundesländern eines der niederschlagsreichsten ist. Die steil aufsteigenden Berge, die das Rheintal begrenzen, führen bei oft vorherrschender Westwindlage zur Abkühlung der feuchten Luftmassen. Durch die dadurch bedingte Kondensation des Wasserdampfs kommt es zu Steigungsregen und so oft zu lokalen Schauern. Dennoch gibt es starke regionale Unterschiede in der Niederschlagshäufigkeit und -intensität auf relativ engem Raum. So wird die Stadt Dornbirn mit einem durchschnittlichen Niederschlag von 1451 Millimetern im Jahr angegeben, im Gütle beträgt der Niederschlag im selben Zeitraum 1896 Millimeter und im Ebnit beträgt er bereits 2107 Millimeter.
Aufgrund der geographischen Lage, der topographischen Gegebenheiten und den Niederschlagsverhältnissen ist der Wasserstand der Dornbirner Ach sehr stark schwankend und weist wildbachartigen Charakter auf. Dies zeigt sich recht deutlich an der Messstelle Enz. Bei Niederwasser wird hier die Abflussmenge mit 0,21 m³/s angegeben, das Mittelmaß beträgt dagegen 2,80 m³/s. Bei Hochwasser kann die Abflussmenge auf 121 m³/s anschwellen. Das entspricht einer Vergrößerung der Wassermenge um den Faktor 576.
Auch Abflussmengen über 200 m³/s sind bei Hochwasser möglich, bilden aber eher die Ausnahme. Für den Fall eines Jahrhunderthochwassers (HQ100) errechneten die Hydrologen des Landes Vorarlberg sogar eine Durchflussmenge von 300 m³/s. Die Fließgeschwindigkeit der Dornbirner Ach wird vom Landeswasserbauamt mit 0,5 – 6 m/s, die durchschnittliche Jahresabflussmenge mit 0,2 Milliarden Kubikmetern angegeben.

## Historisches

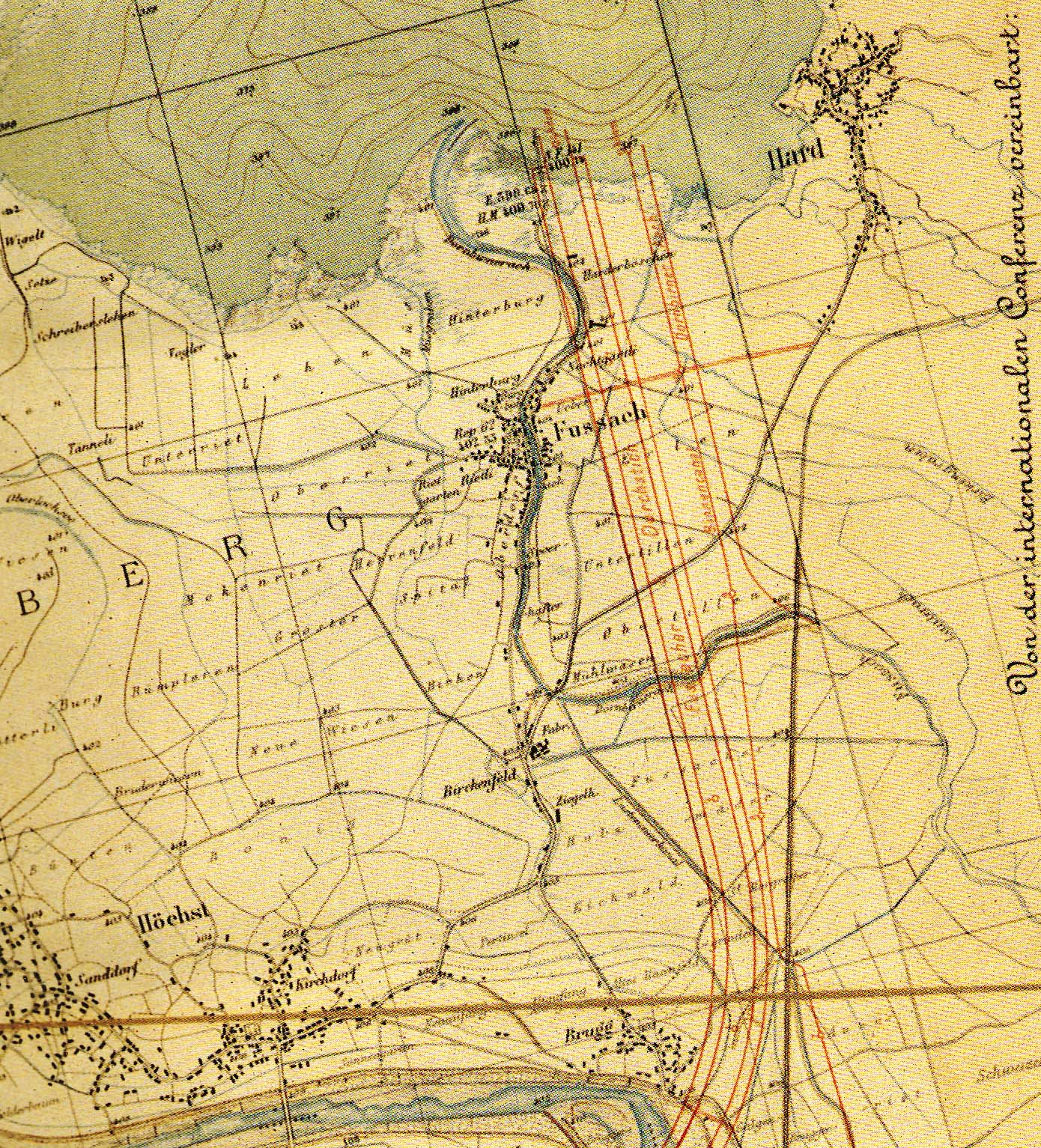
Die „Fuß Ach“ auf einer alten Karte zur Rheinregulierung

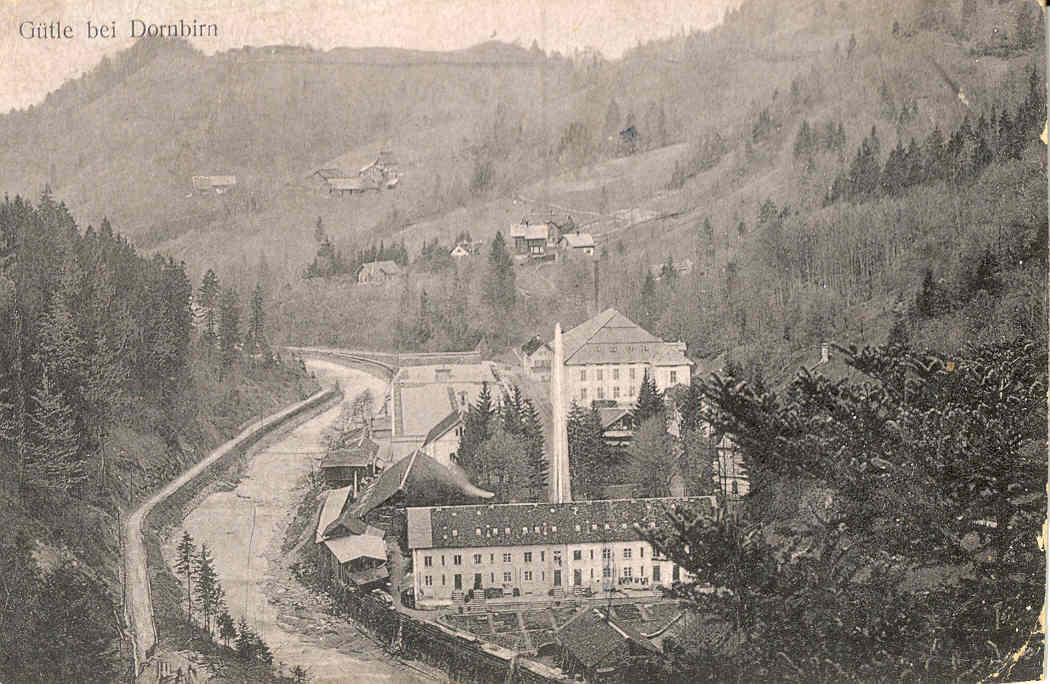
Die Dornbirner Ach 1902 im Gütle

Die Dornbirner Ach war für die ursprünglich in der Region ansässigen alemannischen Bauern ein natürliches Hindernis, das es zu bewältigen galt, um die Alpwirtschaft im Dornbirner Firstgebiet betreiben zu können. Später wurde der Fluss zum Holztriften verwendet. Die großen Schwankungen der Wassermenge, die mit 1:1000 angegeben wurden, stellte die Forstwirte dabei immer schon vor ein natürliches Problem. Erst der Bau steinerner Begrenzungen auf einer Länge von circa 2,5 Kilometern von der Achmühle bis zur Schmelzhütten zwischen 1830 und 1834 unter Ober-Wuhrmeister Xaver Fässler schützten die anliegenden Grundstücke und Behausungen vor regelmäßigen Überschwemmungen.
Zu diesen Arbeiten wurde die Dornbirner Bevölkerung im Rahmen des Frondienstes herangezogen. Geplant wurde dieses Bauvorhaben vom Ingenieur Alois Negrelli, welcher zu jener Zeit (1826–1832) noch Kreisingenieur-Adjunkt für Vorarlberg war und später als Architekt des Suezkanals bekannt wurde. Zum Bauvorhaben an der Dornbirner Ach entstand eine 19 Blätter umfassende Karte des Flusses, gezeichnet vom Bruder des berühmten Ingenieurs, Franz Negrelli. Diese Karte ist mit ihrem Entstehungsjahr 1826 die älteste bekannte ganzheitliche Darstellung der Gemeinde Dornbirn (ausgenommen deren Bergdörfer) und vermutlich Teil eines größeren Gesamtwerks zur kartographischen Erschließung des Rheintals. Sie bildet in ihrer Detailgenauigkeit die Grundlage für zahlreiche Forschungen zur Siedlungsgeographie Dornbirns.
Ebenfalls im 19. Jahrhundert erkannten die kaiserlichen Militärstrategen die verteidigungstechnischen Möglichkeiten der Dornbirner Ach. So wurden umfangreiche Verteidigungspläne unter Bezugnahme der Dornbirner Ach entworfen, dabei sollte vor allem der für die Bodenseeschifffahrt wichtige Fußacher Hafen geschützt werden.
Im Jahr 1899 wurde im Auftrag der Textilfabrik Hämmerle ein Wasserkraftwerk mit Stausee – heute als Kraftwerk Ebensand und Staufensee bekannt – gebaut. Dieses Kraftwerk sollte das Wasser der Dornbirner Ach zur Gewinnung von elektrischem Strom für die Spinnerei im Gütle verwenden, heute befindet es sich im Besitz der illwerke vkw. Mit dem Fußacher Durchstich im Jahr 1904 im Zuge der Regulierung des Alpenrheins wurde die Dornbirner Ach in ein neues Flussbett geleitet und mündet heute bei Hard in den Bodensee.
Im Verlauf der als Alpenhochwasser 2005 bezeichneten, sintflutartigen Regengüsse im August 2005 beschädigte die Dornbirner Ach Infrastruktureinrichtungen wie etwa die Achfurt schwer. Bereits seit den 1990er-Jahren investierte die Stadt Dornbirn daher mehrere Millionen Euro in die Sanierung und den Ausbau der Flussbegrenzung.
Am 2. Juli 2008 wurde in einer Kooperation der Stadt Dornbirn mit dem Büro SpielRäume unter dem Begriff Ach-Art 08 das Flussbett der Dornbirner Ach von 1840 Kindergartenkindern und Schülern bespielt und gestaltet. Diese Aktion wurde zum Anlass genommen, den Kindern Kunst und Natur näher zu bringen. Die während des Tages entstandenen Fotos wurden später auch im Landhaus in Bregenz ausgestellt.
Am 10. Mai 2011 veränderte ein Naturereignis das Erscheinungsbild des bekanntesten Flussabschnitts der Dornbirner Ach, der Rappenlochschlucht, nachhaltig. Gegen 13.00 Uhr stürzte an diesem Tag die Rappenlochbrücke, die die Schlucht an ihrer engsten Stelle überquerte, mitsamt mehreren tragenden Felsteilen ein und verschüttete in der Folge die Rappenlochschlucht, welche bis dahin durchgehend auf Stegen begehbar gewesen war. Erst im Sommer 2013 konnte eine Alternativroute zur Begehung der Rappenlochschlucht, die nunmehr oberhalb der Abbruchstelle vorbeiführt, eröffnet werden. Diese neue Steganlage bietet den Besuchern einen Ausblick von oben in die teilweise verschüttete Schlucht.
Im Rahmen des Hochwasserereignisses in Mitteleuropa Ende Mai 2013 wurde auch Vorarlberg erneut von großen Regenmengen betroffen, wobei es zu lokal begrenzten Überschwemmungen und Vermurungen kam. Die Dornbirner Ach führte am Wochenende vom 31. Mai auf den 2. Juni zu Spitzenzeiten Wassermengen, die einem 10-jährigen Hochwasserereignis entsprachen. Abgesehen von der planmäßigen Überflutung der Achfurt kam es dabei jedoch zu keinen Schäden entlang des Hauptarms der Dornbirner Ach.

### Siedlungsgeschichte
Das erste Zeichen für menschliche Anwesenheit am Flusslauf der Dornbirner Ach stammt aus der Bronzezeit (3000 bis 1800 v. Chr.). Es handelt sich dabei um eine Dolchklinge aus Bronze, die 1971 bei Aushubarbeiten für den Neubau der Achmühlerbrücke gefunden wurde. Dabei handelt es sich zugleich um den ältesten Fund auf heute noch besiedeltem Dornbirner Gemeindegebiet. Eine Siedlung existierte damals allerdings aller Wahrscheinlichkeit nach noch nicht. Auch aus der Zeit der Besiedlung durch die Römer, als das ganze Vorarlberger Gebiet zur römischen Provinz Raetia gehörte, sind keine Siedlungen an der Dornbirner Ach bekannt. Dennoch scheint eine Römerstraße, die Viamala von Mediolanum (Mailand) nach Argentoratum (Straßburg) die Dornbirner Ach überquert zu haben.
Erst im Zuge der alamannischen Landnahme im 3. Jahrhundert dürften sich erste Menschen vom Volk der Alamannen im Bereich des Talaustritts des Flusses angesiedelt haben. Darauf weist ein 1898 gefundenes alamannisches Grab hin. Da die Alamannen keine Einzelgräber errichteten und Gräberfelder meistens in der Nähe von Siedlungen angelegt wurden, schließen Historiker aus diesem Grabfund auf eine Siedlung im Bereich des heutigen Hatlerdorfs im 6. oder 7. Jahrhundert.
Schließlich entstanden etwa im 9. Jahrhundert an wirtschaftlich und verkehrstechnisch wichtigen Knotenpunkten entlang der Dornbirner Ach immer mehr kleine Siedlungen. So wird die Ortschaft Fußach (Fossonas) 840 und Lustenau (Lustenoua) im Jahr 887 erstmals urkundlich erwähnt. Dornbirn selbst erscheint dagegen erst 895 als Torrinpuirron. Südlich der Dornbirner Ach entstand die Ortschaft Hatlerdorf, nördlich davon die Ortschaften Niederdorf (heute Markt) im Tal und Oberdorf in der Hanglage. Diese Ortschaften gehörten immer schon zu einer Gemeinde und bildeten später drei der vier ursprünglichen Bezirke der Stadt Dornbirn.
Erst im Spätmittelalter wurde das bislang als Weidefläche genutzte Tal der Ebniterach ebenfalls besiedelt. Verarmte Bewohner des heutigen Schweizer Kantons Wallis, die so genannten Walser, welche aus ihrer ursprünglichen Heimat ausgewandert waren, errichteten im Jahr 1351 die Siedlung Ebnit am Westhang des Tals. Diese Siedlung war bis 1932 eine eigenständige Gemeinde und wurde danach in die Stadt Dornbirn eingemeindet.

## Umwelt

### Flora

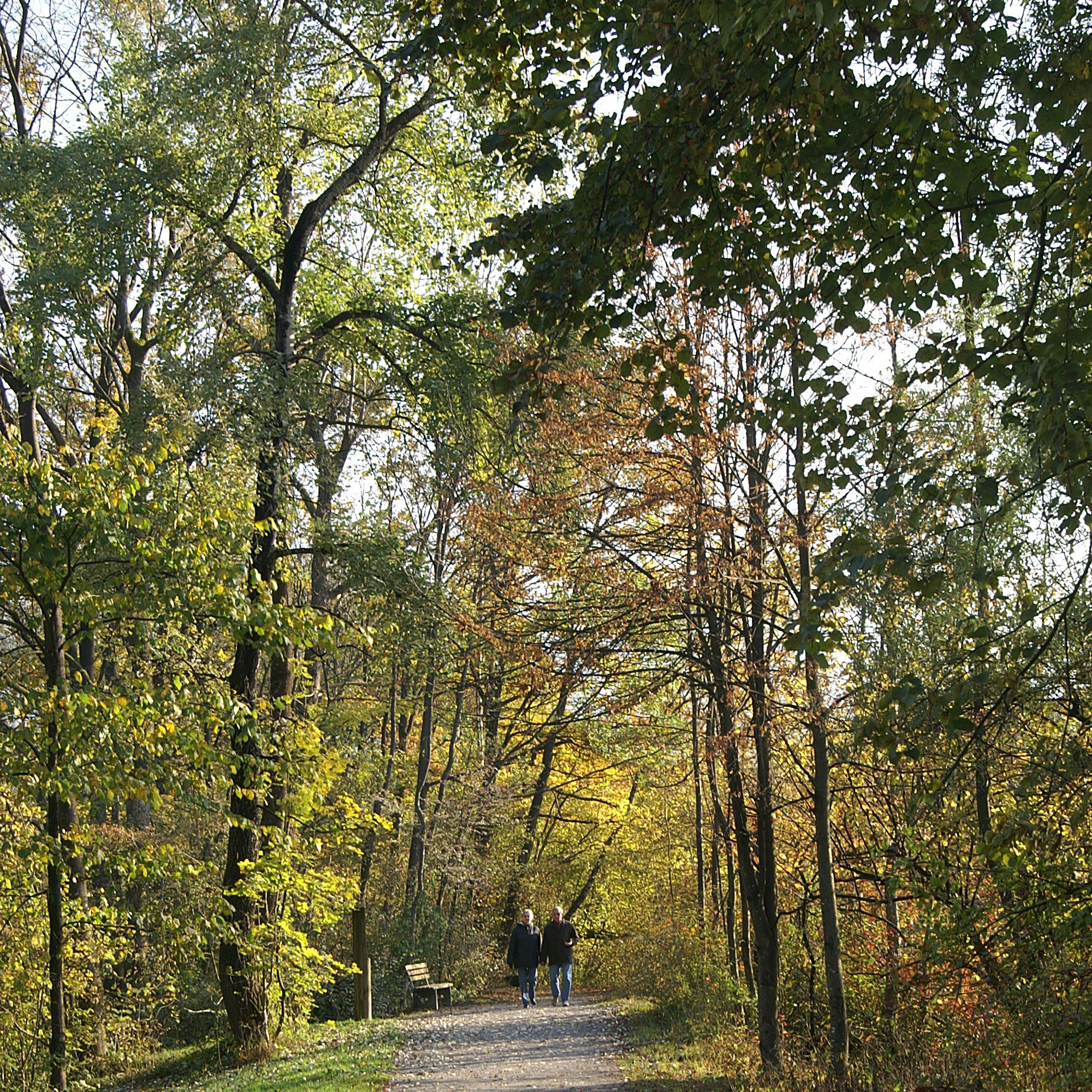
Typische Laubbewaldung am Achdamm im Naherholungsgebiet

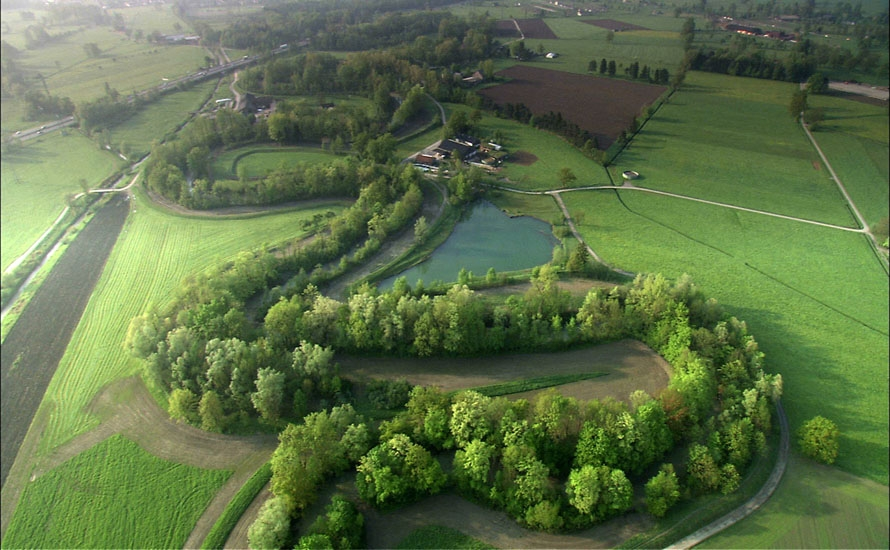
Die Mäander der Dornbirner Ache mit angrenzenden Feldern und Wiesen

Im Oberlauf ist die Dornbirner Ach ein reiner Gebirgsbach. Dieser fließt im Valorsertal durch größtenteils alpwirtschaftlich genutzte Grünflächen mit üppigem Graswuchs. Vereinzelt kommen auch Nadelbäume und Sträucher vor. Aufgrund der Alpbewirtschaftung mussten diese jedoch größtenteils Weideflächen für das Nutzvieh Platz machen. Im weiteren Verlauf des Flusses, etwa ab dem Zufluss des Bruderbachs, gräbt sich der Fluss tief ins Profil der Berglandschaft ein und bildet zum Teil sehenswerte Schluchten. Dementsprechend dünn wird hier die biologische Pflanzenvielfalt. Lediglich wenige typische Schattengewächse, wie etwa Moos oder Flechten, trotzen an dieser Stelle den unwirtlichen Umständen. Beispiele für Blütenpflanzen in diesem Abschnitt sind Gewöhnliche Nachtviole, Hochstieliger Wegerich (Plantago altissima), Gemeine Akelei und die seltene Hügel-Erdbeere.
Ab dem Ende der Rappenlochschlucht, also im Gütle, beginnen die dichten Nadelwälder der Dornbirner Berglandschaft wieder die Ufer der Dornbirner Ach zu säumen. Das ändert sich erst mit dem Beginn des Stadtgebiets, wo die natürliche Flora und Fauna zunächst stark eingeschränkt wird. Der gesamte Fluss wird in einem Betonflussbett durch den östlichen Teil der Stadt geleitet. Nur wenige Sträucher haben in dieser unnatürlichen Umgebung eine neue Heimat gefunden; das Bild des Flusses wirkt hier – wie vielfach kritisiert wird – künstlich und unnahbar. Zu den wenigen Arten, die sich in diesem Flussbett durchgesetzt haben, gehören unter anderem die Silberweide, die Purpurweide, die Kanadapappel, die Gemeine Esche, der Bergahorn, die Haselnuss, die Bergulme sowie der Schwarze Holunder.
Unterhalb der Bahnlinie ändert sich das Erscheinungsbild der Flussumgebung sehr stark, und die Dornbirner Ach wird wieder in ein größtenteils natürliches Bett mit üppigen Laubwäldern rechts und links geleitet. In diesen Wäldern – der Dornbirner Bevölkerung als Naherholungsgebiet bekannt – finden sich keine Nadelbäume, was dem späteren Landschaftsbild des Rieds stark ähnelt. In dieses fließt die Dornbirner Ach stark mäandrierend hinein. Hier sind es wiederum größtenteils reiche Wiesen und Felder, kaum jedoch Äcker, die zu beiden Seiten der Ach liegen. Das ändert sich bis zum Einfluss in den Bodensee nicht mehr.
Die Gebiete des Unterlaufs der Dornbirner Ach gehören mehrheitlich zu den Natura-2000-Gebieten Lauteracher Ried und Rheindelta sowie zum Naturschutzgebiet Birken – Schwarzes Zeug – Mäander der Dornbirner Ach.

### Fauna
Zwar ist das Wasser der Dornbirner Ach zum Teil stark verschmutzt, dennoch finden sich im gesamten Flusslauf Fische, die sich an diese Umstände angepasst haben und vom Fischereiverein Dornbirn ausgesetzt wurden. Besonders im oberen, sauberen Flussabschnitt und den zahlreichen Nebenflüssen gibt es noch viele Fische. Hier sind es vornehmlich heimische Arten, wie die Bachforelle, die Regenbogenforelle, der Gründling, die Groppe oder die Schmerle, die im Wasser der Dornbirner Ach leben. Des Weiteren sind im Valorsertal Libellen und diverse Salamander gesichtet worden. Die starke Verbauung im Unterlauf beziehungsweise im Stadtgebiet von Dornbirn wirken der Ansiedlung neuer Arten in diesen Bereichen entgegen.
Etwa 10.000 Brütlinge von Elternfischen der Nase aus der Dornbirner Ach wurden 2014 vom Fischereiverein Liechtenstein im Bereich des Alpenrheins ausgesetzt. Inzwischen wird von einer Wiederansiedelung in den mit dem Alpenrhein verbundenen Gewässern des Liechtensteinischen Unterlands ausgegangen.

### Verbauungsmaßnahmen

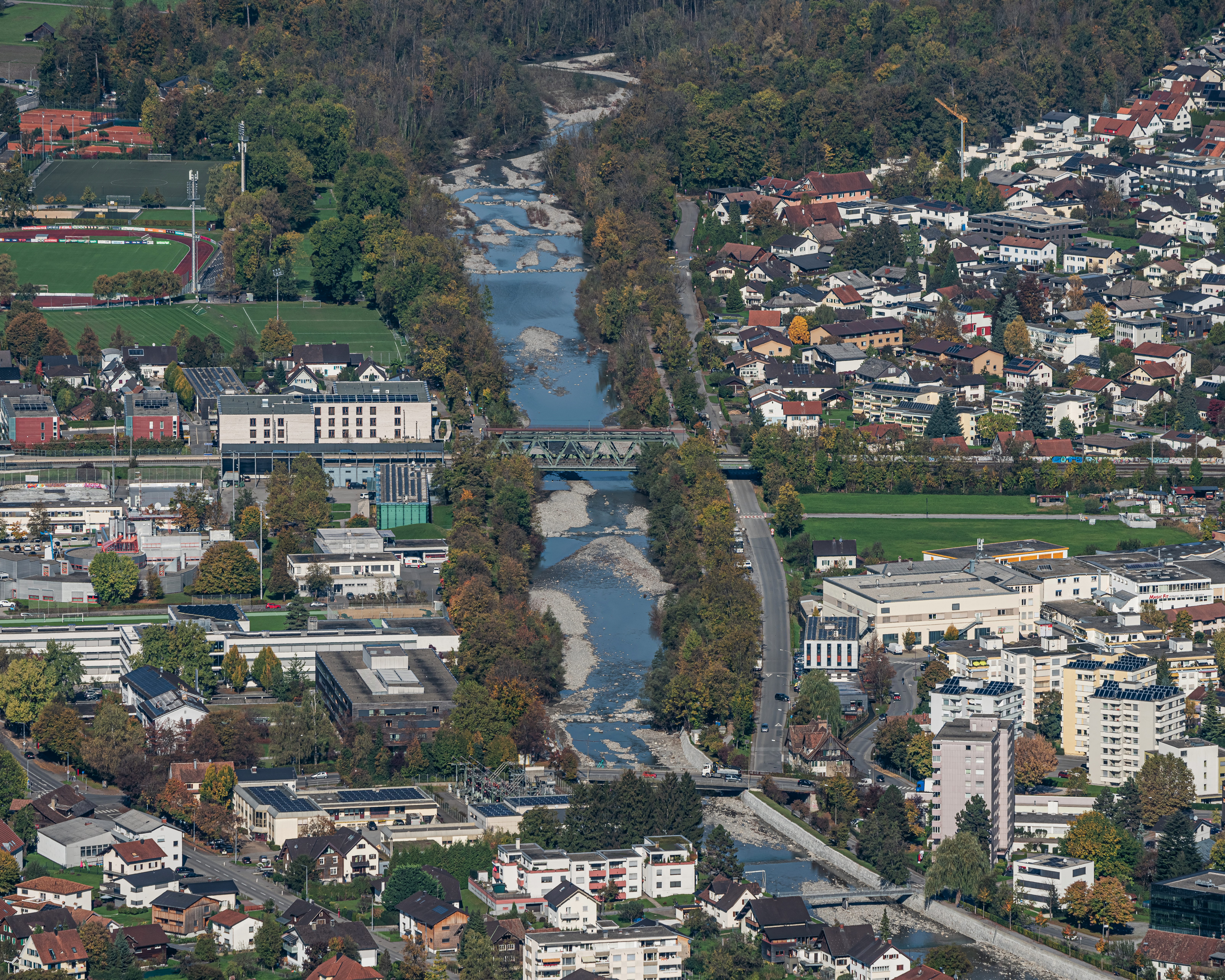
Die Dornbirner Ach im Stadtgebiet Dornbirns

Die Dornbirner Ach gilt neben der Bregenzer Ach als einer der stärksten Wildbäche in Vorarlberg. Dies ist ihr im Normalfall zwar nicht anzusehen, jedoch kann sich die geführte Wassermenge innerhalb von wenigen Stunden vervielfachen und die Ach zu einem reißenden Strom werden. Darum wurden die bereits 1830 von Alois Negrelli von Moldelbe geplanten und 1834 gebauten, steinernen Begrenzungswälle durch moderne Betonwuhranlagen ersetzt, die ab dem Gütle die Gefahr einer Überschwemmung bannen sollen. Innerhalb des Stadtgebiets wird der Fluss treppenartig in einem betonierten Flussbett geleitet. Erst unterhalb der Bahnlinie werden diese künstlichen Wälle durch natürliche bewaldete Erdwälle und Kiesinseln ersetzt, welche hier den Hochwasserschutz übernehmen. Der Wildbach- und Lawinenverbauung des Landes Vorarlberg ist die Dornbirner Ach als Dauerbaustelle bekannt, da ständig an ihr oder einem ihrer zahlreichen Zuflüsse gebaut werden muss. Zu diesem Zweck wurde neben der Talstation der Karrenseilbahn ein Bauhof der Wildbach- und Lawinenverbauung eingerichtet.
Für den circa 5 Kilometer langen Bereich der Dornbirner Ach zwischen der Senderbrücke und dem Zufluss zum Bodensee ist ab Herbst 2025 ein Renaturierungs-Projekt geplant, im Zuge dessen während einer Bauzeit von drei bis vier Jahren die Uferbereiche und die Bachsohle freigelegt und neu bepflanzt sowie das Flussbett verbreitert werden sollen.

## Nutzung

### Industrie

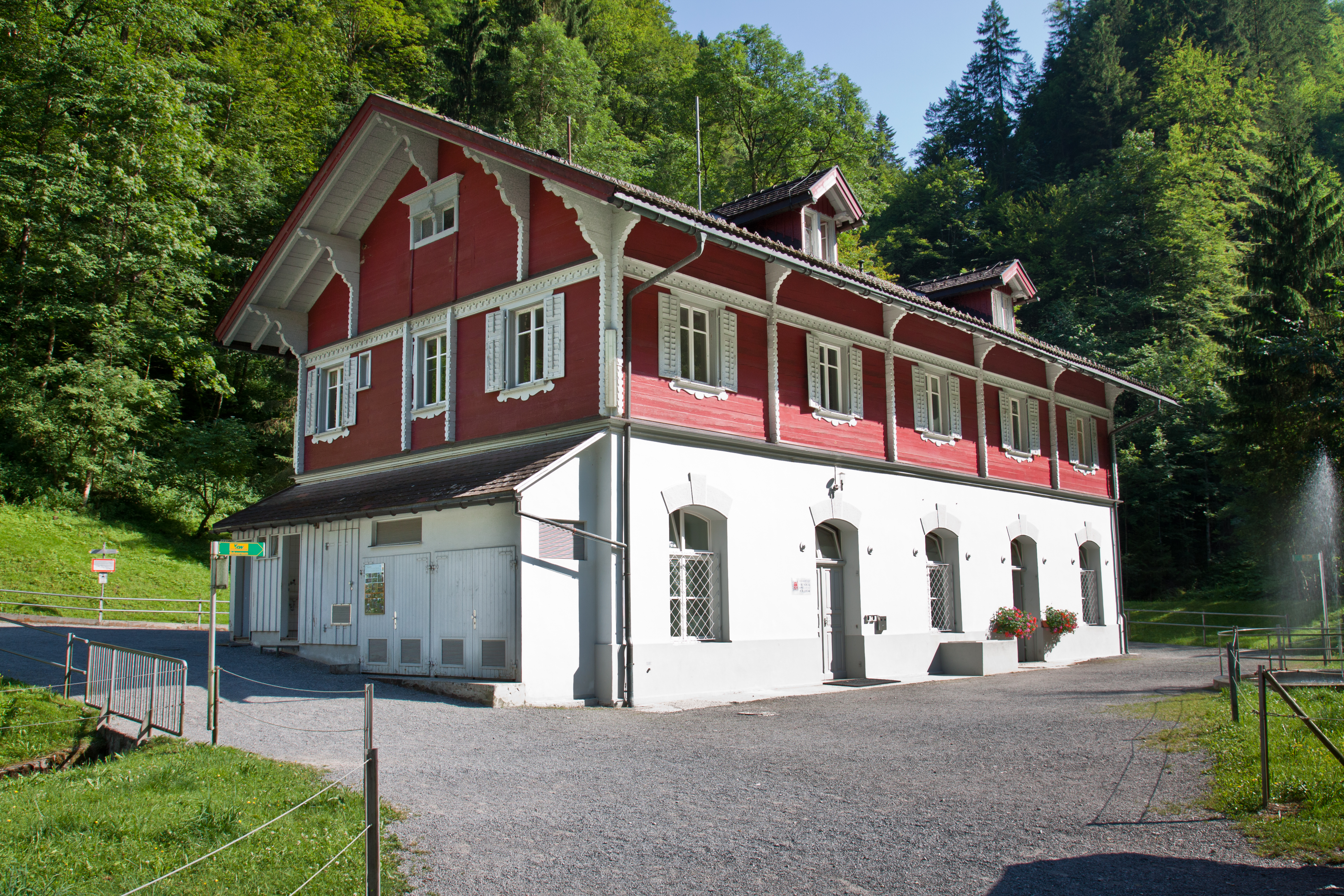
Das Kraftwerk Ebensand ist ein kleines Fließkraftwerk der VKW

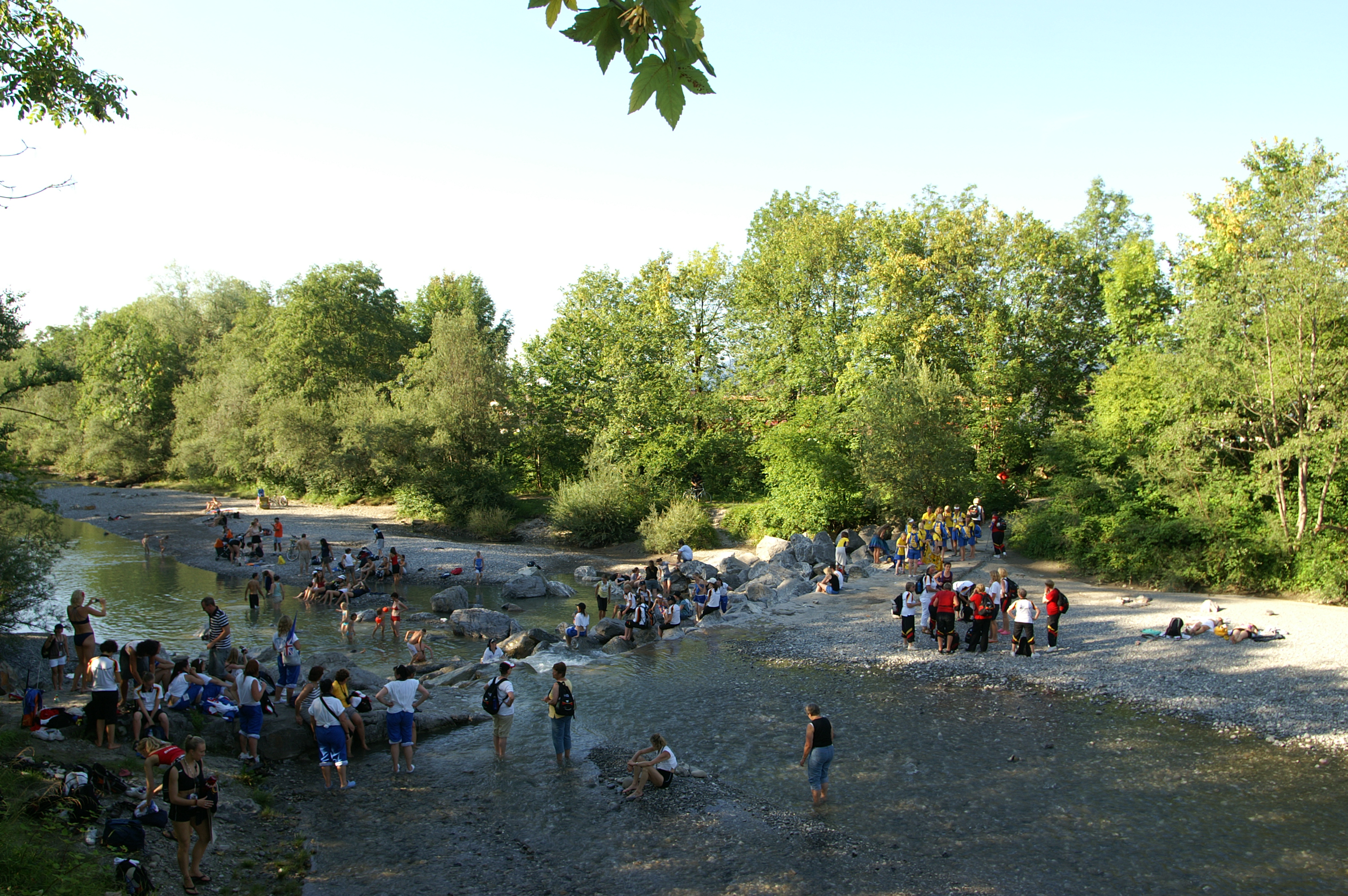
Naherholung und Abkühlung bei der Weltgymnaestrada 2007

Wurde die Dornbirner Ach noch im frühen 20. Jahrhundert von der in Dornbirn aufblühenden Textilindustrie als Energielieferant genutzt, so verliert sie zusehends an wirtschaftlicher Bedeutung. Lediglich das Kraftwerk Ebensand, das zweitälteste Kraftwerk in Vorarlberg, welches sich im Besitz der VKW befindet, nutzt mit dem Staufensee-Stausee die Wasserkraft des Flusses noch zur Energiegewinnung.
Aufgrund von erlaubten Wasserabfassungen im Bereich des Waldbades Enz, wo das Wasser der Dornbirner Ach bis ins Jahr 1964 noch als Badewasser genutzt wurde, für die industrielle Verwendung (als Müllerbach bekannt) liegt die Dornbirner Ach theoretisch an 218 Tagen im Jahr trocken. Praktisch gesehen wird allerdings weitaus weniger Wasser als die erlaubten 1800 Liter pro Sekunde entnommen, um den Fluss zu schützen. Außerdem wird im oberen Flussabschnitt dem Nebenfluss Kobelache in einem Kieswerk Gestein in geringen Mengen entnommen.

### Naherholungsgebiet
Weitaus wichtiger ist die Dornbirner Ach als Naherholungs- und Tourismusgebiet. Hier ist es vor allem die Rappenlochschlucht, die Touristen aus aller Welt anzieht. Vielen Dornbirnern ist der untere Flussabschnitt im Bereich der Achauen als Naherholungsgebiet bekannt. Besonders im Sommer sind die steinigen Ufer im künstlichen Bachbett unterhalb der Sägerbrücke von erholungssuchenden Stadtbewohnern bevölkert.
Im Jahr 2013 wurde die Badequalität der Dornbirner Ach im Stadtbereich gemäß der Qualitätsrichtlinien des Amts der Vorarlberger Landesregierung fünfmal als „ausreichend“ und einmal als „sehr gut“ bewertet. Ursprünglich wurde sogar das viel frequentierte Freibad in der Enz vom Wasser der Dornbirner Ach gespeist. Erst seit der Wiedereröffnung des neuen Waldbades Enz am 24. Juni 1988 wird das Achwasser nicht mehr im Schwimmbad verwendet. Im Zuge der Revitalisierung der Achauen schuf die Stadt Dornbirn einen Fitnessparcours und ausgedehnte Reit- und Spazierwege in den bewaldeten Augebieten unterhalb der Bahnlinie.

### Trinkwasser
An der Dornbirner Ach kann mit entsprechender Lizenz gefischt werden. Trinkwasserqualität (Klasse I-II) hat die Dornbirner Ach höchstens im obersten Flussabschnitt, ansonsten wird die Qualität des Wassers allgemein mit der Gewässergüteklasse II angegeben. Spätestens nach der Zuleitung der gereinigten Abwässer der Abwasserreinigungsanlage Dornbirn-Schwarzach im Bereich unterhalb der Achfurt (bei Flusskilometer 7,84 der Dornbirner Ach) ist das Wasser nicht mehr als Trinkwasser geeignet und entspricht der Gewässergüteklasse II-III.